# Єлшанський
Єлша́нський (рос. Елшанский) — селище у складі Бузулуцького району Оренбурзької області, Росія.

## Населення
Населення — 72 особи (2010; 85 у 2002).
Національний склад (станом на 2002 рік):
- росіяни — 90 %